# Gian Pyres
Gian Pyres (né Gianpiero Piras le 20 octobre 1973) est un guitariste britannique connu dans le monde du metal extrême et de la musique gothique, notamment pour son travail avec le groupe Cradle of Filth

## Biographie
Gian Pyres a commencé sa carrière en 1993 avec le premier groupe à avoir signé chez Candlelight Records solstice (doom metal) originaire de Bradford dans le Yorkshire. Il est crédité sur Lamentations (1994) et Halcyon (1995). Peu de temps après son implication avec Solstice, Gian devient guitariste de session pour un groupe local Ship Of Fools groupe de rock psychédélique signé par Peaceville Records. Dans sa première année avec le groupe, il joue des concerts et écrit pour leurs projets futurs.[style à revoir]
En 1996, Gian s'éloigne du Yorkshire à la recherche de pâturages plus verts et finit par auditionner pour (à l'époque) un groupe underground Cradle Of Filth. Quelques jours après l'audition, il intégra le groupe en tant que membre à temps plein, et entra immédiatement en studio afin d'enregistrer le second album du groupe, Dusk... and Her Embrace. Dusk And Her Embrace a connu un succès mondial et a contribué à propulser le groupe sur le devant de la scène, ce qui implique des tournées mondiales et des apparitions sur MTV et dans la presse. La carrière de Gian avec Cradle of Filth s'est étalée de 1996-2002 avec à chaque nouvel album, une tournée mondiale pour le promouvoir. Il a coécrit et enregistré des guitares pour : Dusk And Her Embrace CD (1996), Cruelty and the Beast (1998), From The Cradle To Enslave (1999), Midian (2000), Maximum Filth (2001), Bitter Suites To Succubi (2001), Lovecraft and Witch Hearts (2002), Live Bait for the Dead (2002). Il est également présent sur les vidéos Promo, Her Ghost In The Fog, From The Cradle To Enslave, Born In A Burial Gown, Scorched Earth Erotica et est crédité sur deux DVD Heavy left-handed and candid et Peace Through Superior Firepower. Gian quitte Cradle of Filth en 2002.
Pendant la période avec Cradle Of Filth, Gian a également enregistré en tant que guest pour Bal Sagoth sur le titre A Black Moon over Lemuria (1995), Christian Death sur le titre Born Again Anti-Christian (2000), Extreme Noise Terror sur Being and Nothing (2001) et le groupe de black metal symphonique Théâtres des Vampires sur Vampyrìsme (2003). En 2002, Gian part en tournée avec Christian Death. En 2005, Gian se joint au groupe californien Dragonlord avec Eric Peterson (gloire du groupe Testament) et joue aux États-Unis et au Japon.
Gian a été membre de The Rotted (Metal Blade) anciennement connu sous le nom Gorerotted. Il a coécrit et enregistré l'album Get Dead Or Die Trying (Metal Blade 2008) et est présent sur la vidéo Nothing But A Nosebleed. Gian s'est produit avec The Rotted dans les grands festivals européens (Wacken, Eisrock and Dynamo Open Air, Hammerfest, Hellfest, Death Feast et Bloodstock en Angleterre) mais a quitté le groupe en novembre 2009.

### Autres
Gian Pyres a également travaillé pour le développeur de jeu The Creative Assembly/SEGA sur Rome: Total War, Rome Total War: Barbarian Invasion et Medieval 2: Total War.